# MDP (Band)
MDP ist eine ukrainische Funeral-Doom-Band.

## Geschichte
MDP wurden um das Jahr 2007 in der Ukraine gegründet. Die Mitglieder des Projektes sind anonym. Das dem 2009 über Satanarsa Records veröffentlichten Debüt Emptiness beigefügte Foto zeigt zwei Personen. Mehr Informationen zu der Bandbesetzung oder -historie sind nicht publik. Rezensionen bleiben weitestgehend aus.

## Stil
Die von MDP gespielte Musik wird dem Funeral Doom zugerechnet und als „Depressive Black Funeral Doom“ beschrieben. Die Bezeichnung deutet auf eine Verbindung zum Depressive Black Metal und Interpreten wie Abyssmal Sorrow, Funeral Mourning und Nortt hin, die einen ähnlichen Crossover verfolgen und mit ähnlichen Stilbezeichnungen tituliert werden.

## Diskografie
- 2009: Emptiness (Album, Satanarsa Records)